# 李遜 (成化進士)
李遜（1441年—？），字敬之，山東濟南府武定州陽信縣人，匠籍，明朝政治人物。進士出身。

## 生平
早年出身國子生，山東鄉試第十六名。成化十一年（1475年）乙未科會試第九十九名，殿試登進士第三甲第一百六十二名。歷官大理寺右寺正，成化二十三年（1487年）升陝西按察司副使。

## 家族
曾祖父李士原。祖父李顯。父亲李貴。